# Mekkhala Singprakhon
Mekkhala Singprakhon (ur. 2004) – tajska zapaśniczka walcząca w stylu wolnym. Brązowa medalistka mistrzostw Azji Południowo-Wschodniej w 2022 roku.